# Sungai Keradak
Sungai Keradak is een bestuurslaag in het regentschap Sarolangun van de provincie Jambi, Indonesië. Sungai Keradak telt 366 inwoners (volkstelling 2010).